# Sphaerius politus
Sphaerius politus is een keversoort uit de familie oeverkogeltjes (Sphaeriusidae). De wetenschappelijke naam van de soort werd in 1868 gepubliceerd door George Henry Horn.